# Roland Bergkamp
Roland Bergkamp (Amstelveen, 3 april 1991) is een Nederlands voormalig profvoetballer die bij voorkeur als aanvaller speelde. Bergkamp is een achterneef van Dennis Bergkamp.

## Voetballoopbaan
Bergkamp debuteerde in het seizoen 2009/10 in het betaald voetbal in het shirt van Excelsior. In dat seizoen speelde hij 26 wedstrijden, waarin hij 3 doelpunten maakte, in de Eerste divisie en met de club promoveerde hij via de nacompetitie naar de Eredivisie. Tijdens zijn debuutseizoen op het hoogste niveau stond hij 21 keer in de basiself van Alex Pastoor, doorgaans naast Guyon Fernandez. Na het seizoen 2010/11 besloot hij zijn contract niet te verlengen bij de Rotterdamse voetbalclub. Bergkamp tekende in 2011 voor twee seizoenen bij Brighton & Hove Albion FC.

### Sparta Rotterdam
Bergkamp won in het seizoen 2015/16 met Sparta Rotterdam de titel in Jupiler League, waardoor de club uit Rotterdam-West na zes jaar terugkeerde in de Eredivisie. Na 2 seizoenen bij Sparta te hebben gespeeld zonder veel minuten te hebben gemaakt, heeft Bergkamp gekozen voor een nieuw avontuur bij RKC Waalwijk. In juni 2019 vertrekt hij naar VV Katwijk.

## Clubstatistieken
| Seizoen         | Club                   | Competitie      | Competitie | Competitie | Beker | Beker | Overige | Overige | Totaal | Totaal |
| Seizoen         | Club                   | Competitie      | Wed.       | Dlp.       | Wed.  | Dlp.  | Wed.    | Dlp.    | Wed.   | Dlp.   |
| --------------- | ---------------------- | --------------- | ---------- | ---------- | ----- | ----- | ------- | ------- | ------ | ------ |
| 2009/10         | Excelsior              | Eerste divisie  | 25         | 3          | 1     | 0     | 4       | 0       | 30     | 3      |
| 2010/11         | Excelsior              | Eredivisie      | 28         | 5          | 2     | 0     | 4       | 2       | 34     | 7      |
| Club totaal     | Club totaal            | Club totaal     | 53         | 8          | 3     | 0     | 8       | 2       | 64     | 10     |
| 2011/12         | Brighton & Hove Albion | Championship    | 0          | 0          | 0     | 0     | 0       | 0       | 0      | 0      |
| Club totaal     | Club totaal            | Club totaal     | 0          | 0          | 0     | 0     | 0       | 0       | 0      | 0      |
| 2011/12         | → Rochdale             | League One      | 3          | 0          | 0     | 0     | 0       | 0       | 3      | 0      |
| Club totaal     | Club totaal            | Club totaal     | 3          | 0          | 0     | 0     | 0       | 0       | 3      | 0      |
| 2012/13         | → VVV-Venlo            | Eredivisie      | 10         | 0          | 1     | 0     | 1       | 0       | 12     | 0      |
| Club totaal     | Club totaal            | Club totaal     | 10         | 0          | 1     | 0     | 1       | 0       | 12     | 0      |
| 2013/14         | FC Emmen               | Eerste divisie  | 35         | 14         | 2     | 0     | —       | —       | 37     | 14     |
| 2014/15         | FC Emmen               | Eerste divisie  | 37         | 12         | 2     | 1     | 2       | 1       | 41     | 14     |
| Club totaal     | Club totaal            | Club totaal     | 72         | 26         | 4     | 1     | 2       | 1       | 78     | 28     |
| 2015/16         | Sparta Rotterdam       | Eerste divisie  | 30         | 6          | 1     | 0     | —       | —       | 31     | 6      |
| 2016/17         | Sparta Rotterdam       | Eredivisie      | 2          | 0          | 0     | 0     | —       | —       | 2      | 0      |
| Club totaal     | Club totaal            | Club totaal     | 32         | 6          | 1     | 0     | 0       | 0       | 33     | 6      |
| 2016/17         | Jong Sparta            | Tweede divisie  | 5          | 0          | —     | —     | —       | —       | 5      | 0      |
| Club totaal     | Club totaal            | Club totaal     | 5          | 0          | 0     | 0     | 0       | 0       | 5      | 0      |
| 2017/18         | RKC Waalwijk           | Eerste divisie  | 30         | 2          | 1     | 1     | —       | —       | 31     | 3      |
| 2018/19         | RKC Waalwijk           | Eerste divisie  | 20         | 2          | 1     | 0     | 1       | 0       | 22     | 2      |
| Club totaal     | Club totaal            | Club totaal     | 50         | 4          | 2     | 1     | 1       | 0       | 53     | 5      |
| 2019/20         | VV Katwijk             | Tweede divisie  | 18         | 0          | 2     | 0     | —       | —       | 20     | 0      |
| Club totaal     | Club totaal            | Club totaal     | 18         | 0          | 2     | 0     | 0       | 0       | 20     | 0      |
| Carrière totaal | Carrière totaal        | Carrière totaal | 243        | 44         | 13    | 2     | 12      | 3       | 268    | 49     |

## Interlandvoetbal
Door zijn goede spel in het seizoen 2010/2011 wordt Bergkamp op 9 maart 2011 door de bondscoach Cor Pot uitgenodigd voor de voorselectie van het Nederlands voetbalelftal onder de 21 jaar. Hij werd niet opgenomen in de definitieve selectie, maar nadat de plaats van Charlton Vicento vrij viel, werd Bergkamp wel aan de selectie toegevoegd. Op 25 maart 2011 debuteerde hij voor Jong Oranje tegen de generatiegenoten uit Duitsland. Bergkamp kon niet voorkomen dat Jong Oranje met 1-3 verloor van Jong Duitsland.

## Privéleven
Hij is de zoon van Ad Bergkamp, die als orthopeed werkzaam is bij Excelsior. Ook is hij de achterneef van voormalig Nederlands international Dennis Bergkamp.